# Al-Hilal Wau
Al-Hilal Football Club w skrócie Al-Hilal FC – południowosudański klub piłkarski z siedzibą w Wau, występujący w pierwszej lidze południowosudańskiej.

## Sukcesy
- I liga[1]:
  - mistrzostwo (1): 2018.

- Puchar Sudanu Południowego[1]:
  - zwycięstwo (1): 2022.

## Występy w afrykańskich pucharach
| Sezon     | Rozgrywki           | Runda   | Kraj  | Klub            | Dom | Wyjazd | Dwumecz      |
| --------- | ------------------- | ------- | ----- | --------------- | --- | ------ | ------------ |
| 2018/2019 | Liga Mistrzów       | wstępna | Libia | Al-Nasr Bengazi | 2–4 | 1–5    | 3–9          |
| 2022/2023 | Puchar Konfederacji | 1       |       | Kipanga FC      | 1–1 | 1–1    | 2–2 (k. 3–4) |

## Stadion
Domowe mecze klub rozgrywa na stadionie o nazwie Wau Stadium, Wau, który może pomieścić 1000 widzów.